# Lasius talpa
Lasius talpa är en myrart som beskrevs av Wilson 1955. Lasius talpa ingår i släktet Lasius och familjen myror. Inga underarter finns listade i Catalogue of Life.